# (3134) Kostinsky
(3134) Kostinsky ist ein Asteroid des Hauptgürtels, der am 5. November 1921 vom russischen Astronomen Sergei Iwanowitsch Beljawski am Krim-Observatorium in Simejis entdeckt wurde.
Benannt ist der Asteroid nach dem russischen Astronomen Sergei Konstantinowitsch Kostinski (1867–1936), nach dem auch der Kostinsky-Effekt benannt wurde.